# 178 Zapasowa Dywizja Pancerna (III Rzesza)
178 Zapasowa Dywizja Pancerna (niem. Panzer-Division Nr. 178) – niemiecka zapasowa dywizja pancerna z okresu II wojny światowej. Sztab jednostki stacjonował w Legnicy.

## Historia
Dywizja powstała 15 grudnia 1940 r. jako 178 Dywizja Zapasowa (Division Nr. 178) i nadzorowała oddziały zmotoryzowane. 20 kwietnia 1942 została przemianowana na 178 Zmechanizowaną Dywizję Zapasową (Division (motorisiert) Nr. 178). 15 kwietnia 1943 jednostkę zreorganizowano i utworzono 178 Zapasową Dywizję Pancerną. 
6 lutego 1945 dywizję rozwiązano, jej pododdziały przekazano do Dywizji Pancernej Tatra. Na Śląsku pozostał tylko 128. szkolny zmotoryzowany pułk grenadierów.

## Skład dywizji
maj 1943
- 15. zapasowy i szkolny batalion pancerny,
- 85. zapasowy i szkolny pułk grenadierów pancernych,
- 128. szkolny zmotoryzowany pułk grenadierów,
- 8. zapasowy batalion przeciwpancernych,
- 55. zapasowy i szkolny pancerny batalion rozpoznawczy,
- dywizyjne oddziały zaopatrzeniowe.

## Dowódcy
- gen. por. Kurt Bernard od 12 grudnia 1940,
- gen. por. Friedrich-Wilhelm Loeper od 1 maja 1942,
- gen. por. Karl-Friedrich von der Meden od 1 października 1944,
- gen. mjr Generalmajor Hans-Ulrich Back od 9 października 1944,
- gen. por. Karl-Friedrich von der Meden od 1 stycznia 1945.